# 西川町 (糸満市)
西川町（にしかわちょう）は、沖縄県糸満市の町名。郵便番号901-0304。

## 地理
糸満市沿岸部の埋立地。糸満（西区・町端区）・西崎・兼城と隣接する。最初は南側のみで北側と西側は海だったが、1970年代後半と1980年代の大規模な埋め立て（西崎地域）で海だったところはすぐに埋め立てられ、北側のほうもこのときに埋め立てられた。埋立地とあって碁盤のように区画整備され、沖縄県道256号豊見城糸満線（旧国道331号）沿いに店舗があるほかはほとんどが住宅地で、南側の半分以上が埋め立て当時に建てられた住宅で築40年以上が経過している。

## 歴史
1968年に糸満市（当時は糸満町）としての最初の埋立地となる川尻地先埋立地の完成とともに新たに誕生した集落で、字糸満の一部として編入された。元々この周辺は字糸満の番地が1桁～2桁台と若い番号だったが、新たに埋め立てられたこの地域には2000番台の番地がつけられた。
1994年2月に隣の西崎1丁目・2丁目とともに住居表示が行われ西川町として字糸満から分離、正式な町名となった。西川町となって10年以上たった現在でも名残で「西川区」と使われており、公民館の名称も「西川区公民館」である。また住居表示未実施の県道256号（旧国道）より東側部分も西川区扱いする場合もある（普通は川尻地域として扱われる）。

## 交通

### バス
周辺も含め糸満入口、水産高校前、沖水グラウンド前、西崎特別支援学校前の4か所のバス停があるほか、道の駅いとまん前も利用可能。そして東京バスのハーレーエクスプレスとウミカジライナーの2路線は近くの国道を通っており、道の駅いとまんの同バス専用停留所が利用可能。
- 81番・西崎向陽高校線（琉球バス交通）糸満入口・水産高校前に停車するが後者は西崎方面のみ停車
- 89番・糸満（高良）線（琉球バス交通・沖縄バス）　糸満入口バス停のみ停車
- 107番＆108番・南部循環線（琉球バス交通）
  - 107番は糸満入口→（西崎入口・潮平・西崎地域内）→道の駅いとまん前（市道側）→西崎特別支援学校前→沖水グラウンド前→水産高校前→糸満入口の順に停車
  - 108番は糸満入口→水産高校前→沖水グラウンド前→西崎特別支援学校前→道の駅いとまん前（市道側）→（西崎地域内・潮平・西崎入口）→糸満入口の順に停車
- 189番・糸満空港線（琉球バス交通）　糸満入口、水産高校前、沖水グラウンド前、西崎特別支援学校前、道の駅いとまん前（国道側）に停車
- 東京バスのハーレーエクスプレス（TK01）とウミカジライナー（TK02）の2路線は近くの「道の駅いとまん」の同バス専用停留所に停車（TK01は便数が朝のみで少なく、特に糸満市役所行きの上りは平日朝1便のみ。また那覇空港方面の下りは道の駅いとまんの次は赤嶺駅に停車）。

### 道路
沖縄県道256号豊見城糸満線（旧国道331号）が糸満・兼城との境界線にあたる東側を通っているほか、当地域内ではないが水産高校挟んで西側に国道331号（沖縄西海岸道路糸満道路）が通っている。